# Ambassade d'Algérie en Angola
L'ambassade d'Algérie en Angola est la représentation diplomatique de l'Algérie en Angola, qui se trouve à Luanda, la capitale du pays.